# Feng Office
Feng Office (früher: OpenGoo) ist eine freie webbasierte Bürosoftware-Suite (Online-Office) mit Merkmalen von Kollaborationssoftware und PIM. Es steht als freie Software unter der freien Affero General Public License (AGPL).
Es bietet Textverarbeitungs-, Präsentations-, Kalender- (Zeitmanagement mit Aufgabenliste), E-Mail-, Adressbuch- und Projektmanagementfunktionen (es können unter anderem Aufgaben zugeteilt und Arbeitszeiten erfasst und daraus Berichte erstellt werden).
(Tabellenkalkulation soll bald möglich werden.)
Neben der Erzeugung und Bearbeitung von Dokumenten verwaltet es auch beliebige hochgeladene Dateien (unter anderem Versionsverwaltung).
Feng Office basiert technisch auf Server-Seite auf PHP (keine Unterstützung für PHP 7) und einer MySQL-Datenbank, auf Client-Seite auf JavaScript (Ajax mittels ExtJS).
Das gleichnamige Unternehmen bietet auch kommerziell die betreute Nutzung von Feng-Office-Installationen auf ihren Servern als Dienstleistung an (Software as a Service, SaaS).

## Geschichte

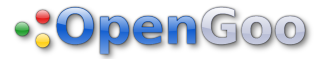
Das alte OpenGoo logo.

Feng Office hat seinen Ursprung an der Universidad de la República, der größten Universität Uruguays. Die Software-Ingenieure Conrado Viña, Marcos Saiz und Ignacio de Soto entwickelten den ersten Prototyp im Rahmen ihrer Abschlussarbeit. Basierend auf der letzten freien Version von ActiveCollab wurde eine Software entwickelt, die zunächst unter dem Namen OpenGoo veröffentlicht wurde. Für das Bearbeiten von Textdokumenten wurde der FCKeditor integriert.
Am 16. Dezember 2009 kündigte das Unternehmen Feng Office an, auch die Software in Feng Office umzubenennen.